# Ingeborg Kuhler
Ingeborg Kuhler née le 25 mai 1943 à Dachau est une architecte allemande. Elle est la première professeure de design dans une faculté d'architecture ouest-allemande. Elle est l'architecte du Musée national de la technologie et du travail Technoseum à Mannheim .

## Biographie
De 1964 à 1968, Ingeborg Kuhler étudie l'architecture à l'École d'arts appliqués de Krefeld (de). De 1968 à 1974, elle travaille comme architecte salariée chez Wolfgang Rathke à Wuppertal et chez  Dieter et Ulrike Kälberer.
De 1974 à 1977, elle se spécialise dans la conception et la construction des hôpitaux à l'Université technique de Berlin. En 1974/1975, elle participe au concours de Ludwig Leo pour un bâtiment de l'hôpital Rudolf Virchow à Berlin.
À partir de 1978, elle est architecte indépendante. Elle intervient  pour les architectes hospitaliers Ingo Tönies, Ulrich Schroeter, Poelzig et Hertling. En 1982, son projet pour le concours d'un nouveau bâtiment de l'Université des Arts de Berlin, dans la Lietzenburger Straße (de), remporte la deuxième place.
L'œuvre la plus connue de Kuhler est le Musée national de la technologie et du travail du Bade-Wurtemberg, aujourd'hui Technoseum (de) - à Mannheim, planifié et construit de 1982 à 1990. Elle remporte le concours d'architecture parmi 104 projets déposés. Le land de Bade-Wurtemberg lui confie la construction du musée en 1983. Elle reçoit le prix européen du design de musée en 1992. Il s'agit d'un bâtiment de 170 000 mètres cubes, 200 mètres de long et 32 mètres de hauteur.

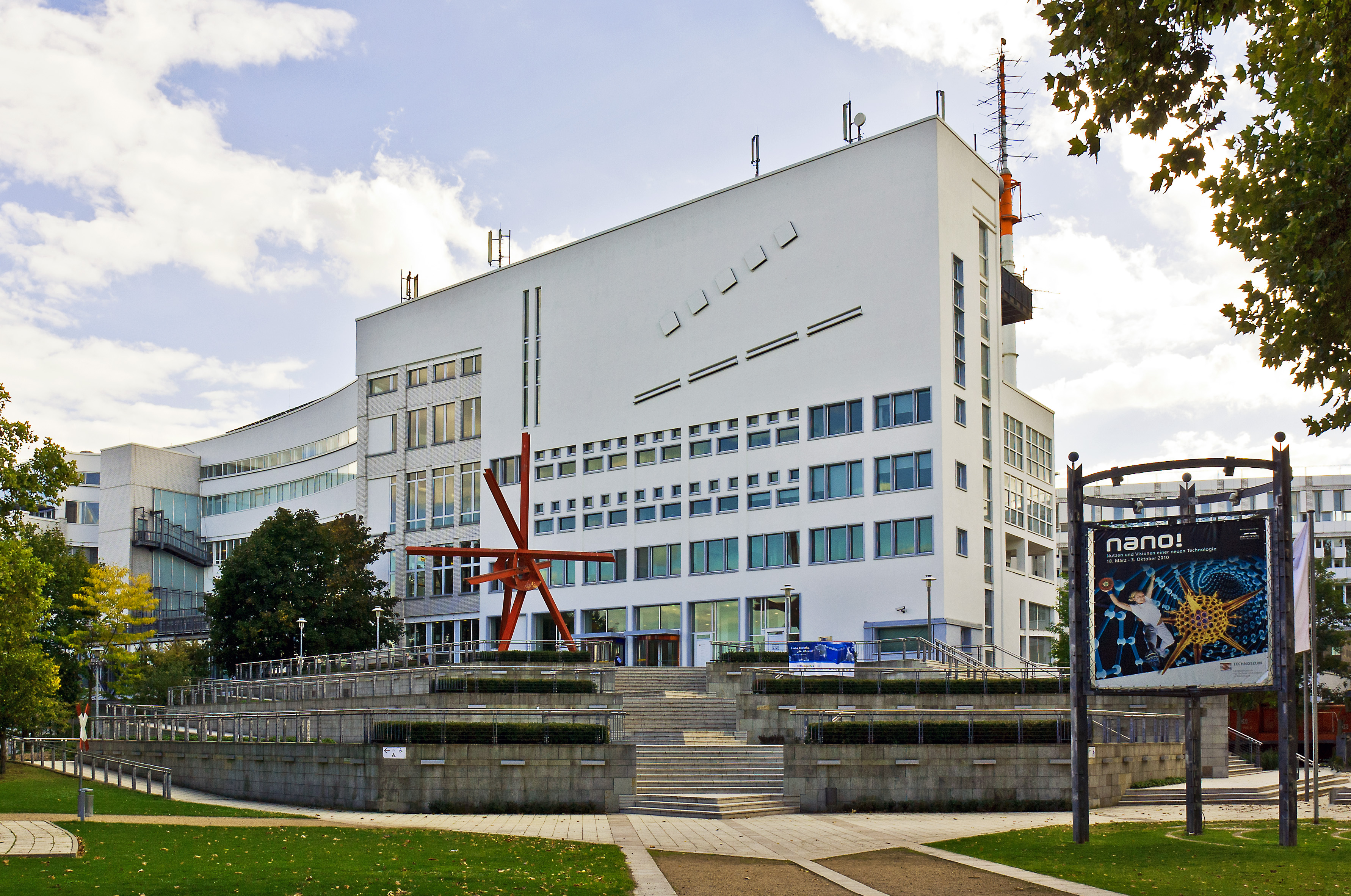
Technoseum, anciennement Musée national de la technologie et du travail de Mannheim, 1982-1990

En 1984, Ingeborg Kuhler est nommée professeure à l'Université des Arts de Berlin, faisant d'elle la première femme professeur de design dans une faculté d'architecture ouest-allemande. Elle y enseigne jusqu'en octobre 2008.

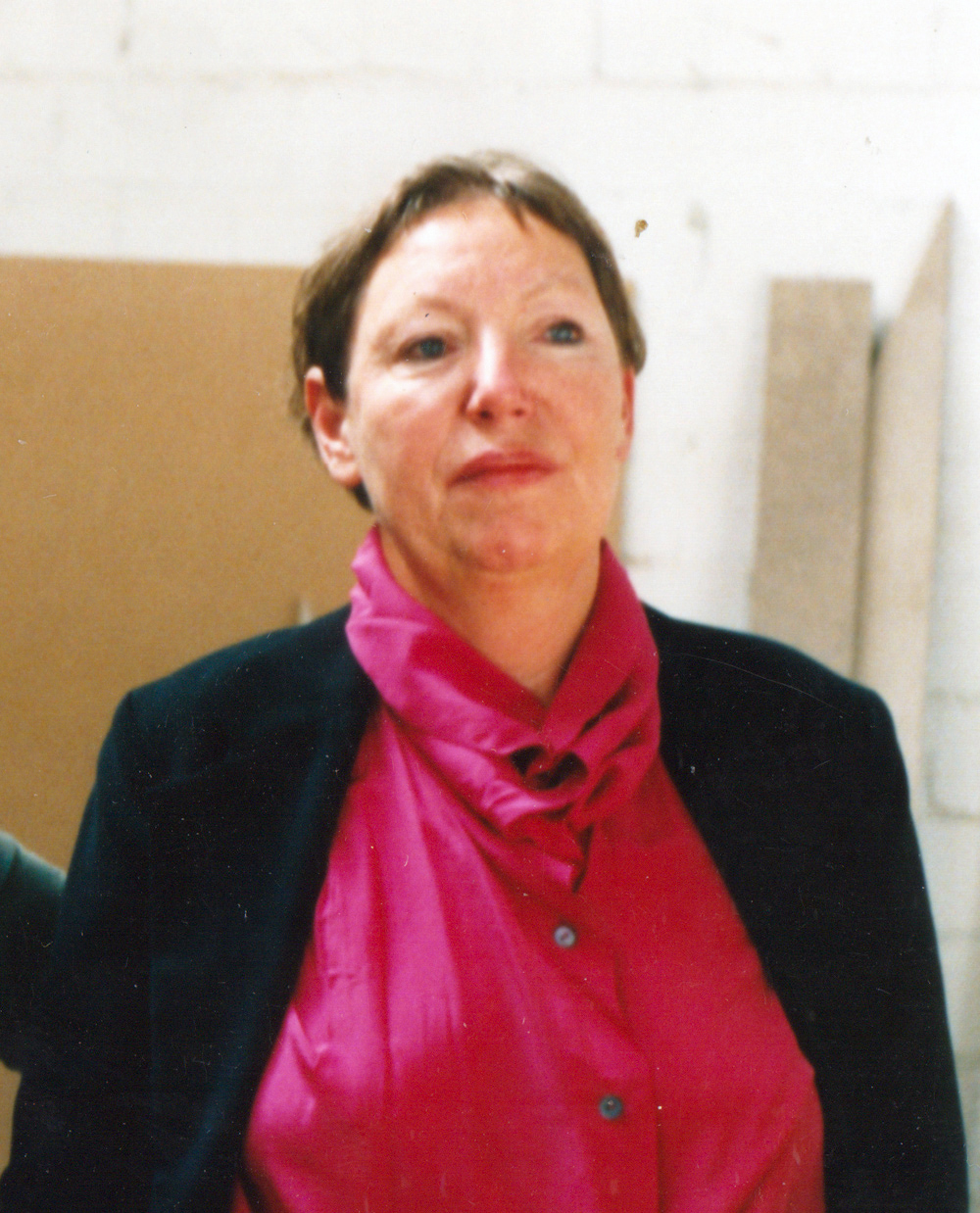
Ingeborg Kuhler, Mai 2000, in Berlin

De 1990 à 2001, elle conçoit et réalise une maison familiale à Berlin-Kladow.
En janvier 2020, le Musée national de la technique et du travail de Manheim est inscrit sur la liste des monuments architecturaux et artistiques.
En 2017, ses réalisations sont présentées à l'exposition Frau architekt  qui se tient au Musée allemand de l'architecture de Francfort.
Une partie de ses archives sont  déposée à l'IAWA, International Archive of Women in Architecture, au Virginia Tech College of Architecture and Urban Studies (en).

## Œuvres (sélection)
- 1982-1988 : Studio du Süddeutscher Rundfunk à Mannheim
- 1982-1990 : Technoseum, ancien musée national de la technologie et du travail à Mannheim
- 1999–2001 : Immeuble résidentiel à Berlin-Kladow

## Prix et distinctions
- Prix de promotion du Berlin Art Prize dans le domaine de l'architecture, 1986
- Prix européen de conception de musée, pour le Musée national de la technologie et du travail Technoseum, 1992
- Prix BDA pour les bons bâtiments, 1990